# Verbascum conocarpum
Verbascum conocarpum är en flenörtsväxtart. Verbascum conocarpum ingår i släktet kungsljus, och familjen flenörtsväxter.

## Underarter
Arten delas in i följande underarter:
- V. c. conocarpum
- V. c. conradiae